# Эвримедон (сын Миноса)
Эвримедонт (др.-греч. Εὐρυμέδων), в древнегреческой мифологии — сын царя Крита Миноса от нимфы Парейи, брат Нефалиона, Хриса и Филолая. Братья обитали на острове Парос и вступили в борьбу с Гераклом, когда он, выполняя приказ Эврисфея, причалил к острову в плавании за поясом царицы амазонок Ипполиты. Двое из числа вышедших на берег спутников Геракла погибли от руки сыновей Миноса. Разгневанный Геракл одних тут же перебил, остальных же окружил и стал осаждать, пока они не прислали послов, предлагая, чтобы он вместо погибших спутников взял двоих из числа осаждённых, кого только захочет. Тогда Геракл снял осаду и взял с собой Алкея и Сфенела, внуков Миноса, сыновей Андрогея.